# Balogh Tamás (közgazdász)
báró Balogh Tamás (Thomas, Lord B. of Hampstead) (Budapest, 1905. november 2. – London, 1985. január 20.) magyar születésű angol közgazdász, gazdaságpolitikus, a Magyar Tudományos Akadémia tiszteleti tagja (1979)

## Élete
Balog Emil (1872–1963) mérnök, BSzKRT-igazgatóhelyettes és Lévy Éva (1879–1954) fiaként született. Nagybátyjai Lévy Béla (1873–1959) ügyvéd, jogi író és Lévy Lajos (1875–1961) belgyógyász, kórházigazgató. A Magyar Királyi Tanárképző-Intézeti Gyakorló Főgimnáziumban érettségizett (1923), majd a budapesti Pázmány Péter Tudományegyetemen szerzett államtudományi doktorátust. Tanulmányait Berlinben (1927) és a Harvard Egyetemen egészítette ki. 1927–1928-ban a berlini Magyar Intézet ösztöndíjasa volt. 1928–1930 között Rockefeller-ösztöndíjas volt. 1930-tól élt Angliában. 1931–1939 között Genfben banktisztviselőként dolgozott. 1938–1942 között a Nemzeti Közgazdasági Kutató Intézetben dolgozott. 1939-től az oxfordi Balliol College tanára volt. 1945-től az Oxfordi Egyetemen közgazdaságtant adott elő. 1950–1964 között és 1970-től a brit Munkáspárt gazdasági és pénzügyi bizottságának volt a tagja. 1964–1968 között a brit kormány gazdasági tanácsadója volt. 1974–1975-ben Nagy-Britannia energiaügyi minisztere volt. Több nyugati egyetemen vendégtanára, nemzetközi gazdasági bizottságok és társaságok tagja továbbá jelentős közgazdasági művek szerzője volt. 1968-ban az angol királynő örökös főrenddé nevezte ki. 1979-ben a Marx Károly Közgazdaságtudományi Egyetem díszdoktorává fogadta.

## Művei
- A német pénzromlás oknyomozó története (Budapest, 1928)
- Studies in Financial Organization (Cambridge, 1947)
- The Dollar Crisis, Causes and Cure (Oxford, 1949)
- Germany: An Experiment in "Planning" by the "Free" Price Mechanism (Oxford, 1950)
- The Economics of Poverty (London, 1960)
- Some Aspects of Economic Growth of Underdeveloped Areas (Újdelhi, 1961, 1962)
- Planning and Progress: A Strategy for Labor (London, 1963)
- Unequal partners (Oxford, 1963)
- The Economic Impact of Monetary and Commercial Institutions of a European Origin in Africa (1964)
- Unequal Partners (London, 1966)
- Crisis in the Civil Service (1968)
- Labour and Inflation (London, 1971)
- Fact and Fancy in International Economic Relations (Oxford–New York 1971, 1975)
- The Irrelevance of Conventional Economics (1982)